# Arrhenopeplus
Arrhenopeplus är ett släkte av skalbaggar som beskrevs av Koch 1937. Arrhenopeplus ingår i familjen kortvingar.
Släktet innehåller bara arten Arrhenopeplus tesserula.